# نرودا ۱۸۷۵
سیارک ۱۸۷۵ (به انگلیسی: 1875 Neruda، نامگذاری:1969QQ) هزار و هشتصد و هفتاد و پنجمین سیارک کشف شده‌است که در ۲۲ اوت ۱۹۶۹ کشف شد.
قدر مطلق سیارک برابر ۱۲٫۴۰ است.